# Biophytum adiantoides
Biophytum adiantoides là một loài thực vật có hoa trong họ Chua me đất. Loài này được Wight ex Edgew. & Hook.f. mô tả khoa học đầu tiên năm 1872.